# Punt fiducial

El codi QR de l'URL de la pàgina principal de la Viquipèdia en anglès mòbil inclou quatre marcadors fiducials.

Un marcador fiducial o punt fiducial és un objecte col·locat en el camp de visió d'un sistema d'imatge que apareix a la imatge produïda, per utilitzar-lo com a punt de referència o mesura. Pot ser alguna cosa col·locada dins o sobre el subjecte de la imatge, o una marca o un conjunt de marques a la retícula d'un instrument òptic.

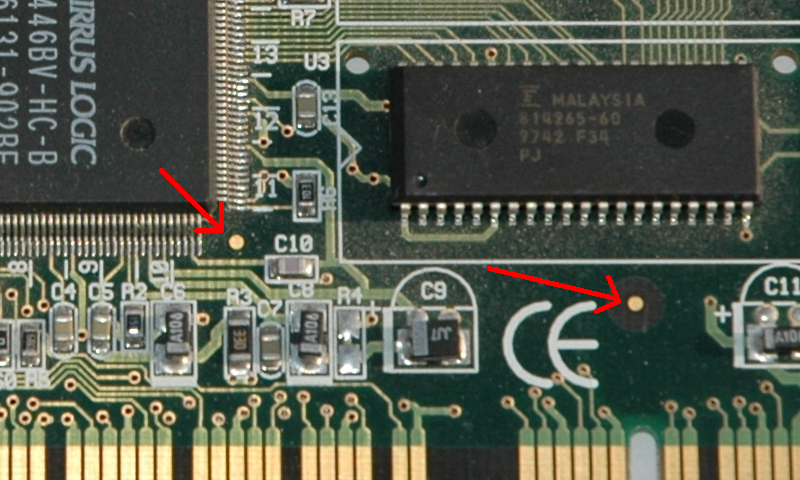
Marcador fidedigna per a un xip a l'esquerra i tot el PCB a sota

## Aplicacions

### Conjunts de marcadors fiduciaris
Alguns conjunts de marcadors fiducials estan dissenyats específicament per permetre una detecció ràpida i de baixa latència de l'estimació de la posició 6D (ubicació 3D i orientació 3D) i la identitat de centenars de marcadors fiducials únics. Per exemple, els marcadors ArUco, el marcador WhyCon, marcadors WhyCode, fiducials reacTIVision "ameba", els fiducials d-touch, o les etiquetes de codi de barres circular TRIP (codis de trucada).

### Plaques de circuits impresos

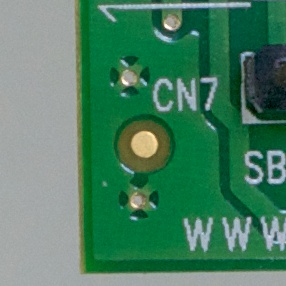
A gold-plated circular fiducial marker

En la fabricació de plaques de circuit imprès (PCB), les marques fiducials, també conegudes com a marques de reconeixement de patrons de circuits, permeten que els equips de col·locació SMT localitzin i col·loquin les peces amb precisió a les plaques. Aquests dispositius localitzen el patró del circuit proporcionant punts mesurables comuns. Normalment es fabriquen deixant una àrea circular del tauler nua amb un recobriment de màscara de soldadura. Dins d'aquesta zona hi ha un cercle que exposa el revestiment de coure que hi ha a sota. Aquest disc metàl·lic central pot estar revestit de soldadura, daurat o tractat d'una altra manera, tot i que el coure nu és més comú si no és un contacte que transporta corrent. Alternativament, és possible utilitzar laca transparent de màscara de soldadura per cobrir els fiducials. Per tal de minimitzar els errors d'arrodoniment, era una bona pràctica col·locar fiducials a la mateixa graella (o algun múltiple d'ella) que es va utilitzar per col·locar les peces, però, això no sempre és possible en taulers d'alta densitat ni és un requisit. més amb màquines modernes d'alta precisió.
La majoria de les màquines de col·locació s'alimenten de taulers per al seu muntatge mitjançant un transportador de ferrocarril, i el tauler es subjecta a l'àrea de muntatge de la màquina. Cada tauler s'enganxarà de manera lleugerament diferent que els altres, i la variància, que generalment serà només dècimes de mil·límetre, és suficient per arruïnar una tauler sense un calibratge adequat. En conseqüència, una PCB típica tindrà múltiples fiducials per permetre que els robots de col·locació determinin amb precisió l'orientació de la placa. Mitjançant la mesura de la ubicació dels fiducials en relació amb el pla del tauler emmagatzemat a la memòria de la màquina, la màquina pot calcular de manera fiable el grau en què s'han de moure les peces en relació amb el pla, anomenat offset, per garantir una col·locació precisa.